# Reakciósebesség

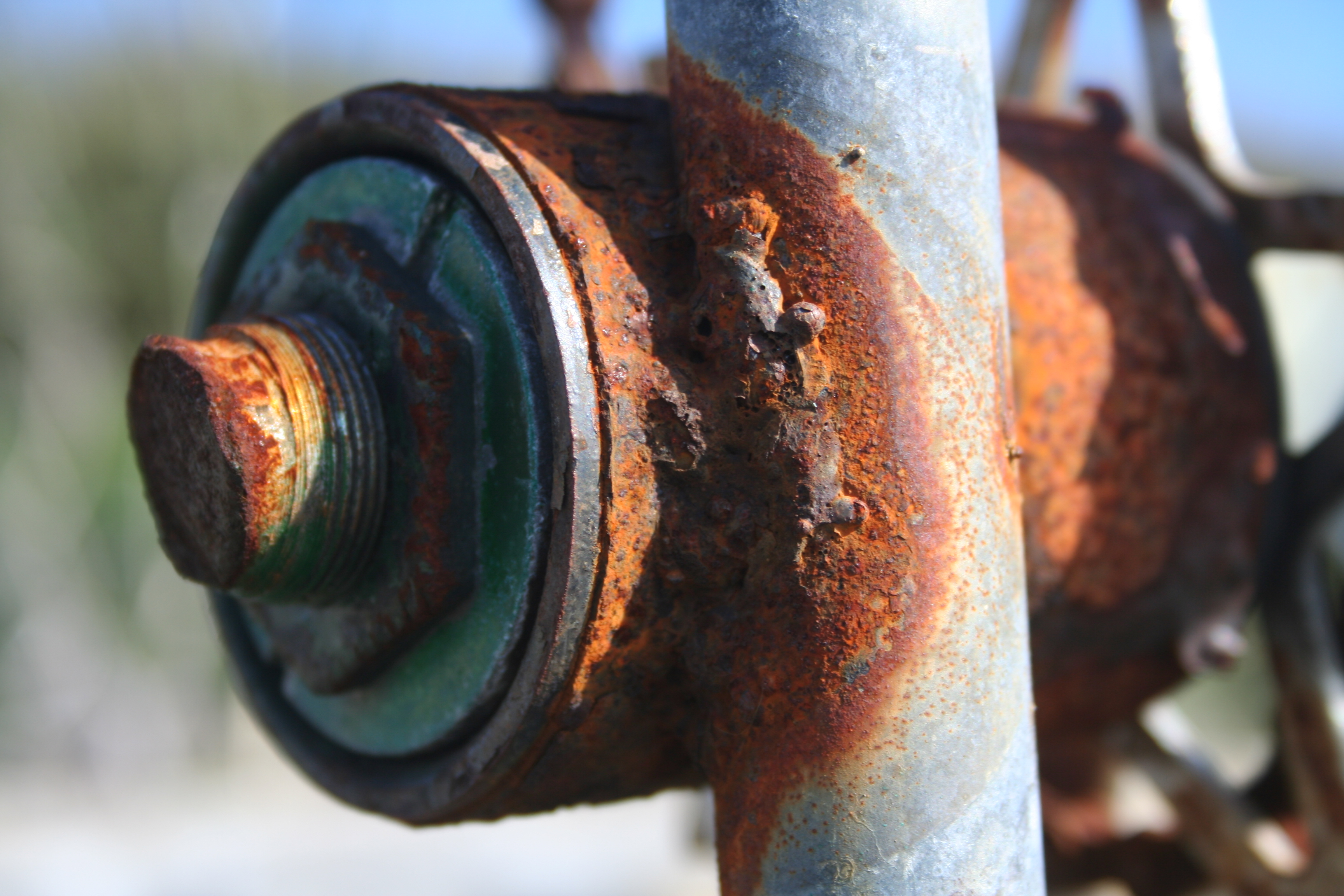
A vas rozsdásodása viszonylag kis reakciósebességű

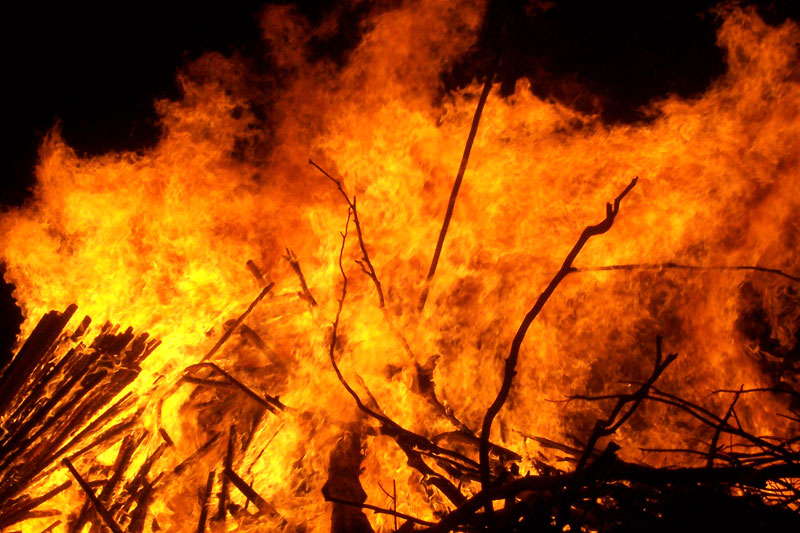
A cellulóz égése viszonylag nagy reakciósebességű

A kémiai reakciókban a kiindulási anyagok (reagensek) termékek képződése közben reagálnak. A kiindulási anyagok anyagmennyisége csökken, a termékek anyagmennyisége pedig növekszik az idő előrehaladtával. A reakciósebesség egy adott sztöchiometriájú kémiai reakció időbeli előrehaladásának pontos matematikai egyenletéből kapható meg. Az egyes reakciók nagyon eltérő sebességűek lehetnek, például a vas rozsdásodása a földi atmoszférában lassú, néhány évet is igénybe vehet, de a cellulóz égése néhány másodperc alatt lejátszódik.
A reakciósebességet a kémiai reakciókinetika, a fizikai kémia egyik részterülete tárgyalja. A kémiai reakciókinetika egyenleteit többek között a vegyészmérnöki, az enzimológiai és a környezetmérnöki  gyakorlatban alkalmazzák.

## A reakciósebesség definícióegyenlete
A reakciósebességet az anyagmennyiség, vagy pedig a koncentráció időegységre jutó változásával jellemzik. Általánosan egy kémiai reakció például az alábbi módon írható fel:
{\displaystyle \mathrm {A} +2\mathrm {B} \rightleftarrows 3\mathrm {C} +\mathrm {D} \ .}
A reakciósebesség az anyagmennyiség-változásokkal:
{\displaystyle v=-{\frac {\mathrm {d} n_{\mathrm {A} }}{\mathrm {d} t}}=-{\frac {\mathrm {d} n_{\mathrm {B} }}{2\mathrm {d} t}}={\frac {\mathrm {d} n_{\mathrm {C} }}{3\mathrm {d} t}}={\frac {\mathrm {d} n_{\mathrm {D} }}{\mathrm {d} t}}\ .}

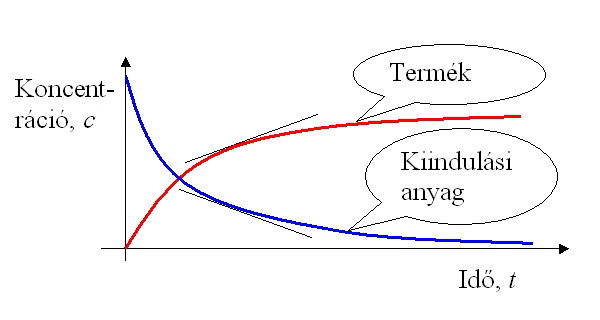
A kiindulási anyagok koncentrációja csökken, a termékeké nő az idő függvényében. A görbék meredeksége a pillanatnyi reakciósebességgel arányos.

Ha a reakció lejátszódása során a térfogat állandó, akkor az anyagmennyiségek időbeli változása egyenesen arányos az anyagmennyiség / térfogat viszonyok változásával, ami a komponensek koncentrációváltozását jelenti:
Ha V = állandó,
{\displaystyle c_{\mathrm {B} }={\frac {n_{\mathrm {B} }}{V}}}
és a reakciósebesség a koncentráció-változásokkal:
{\displaystyle v=-{\frac {\mathrm {d} c_{\mathrm {A} }}{\mathrm {d} t}}=-{\frac {\mathrm {d} c_{\mathrm {B} }}{2\mathrm {d} t}}={\frac {\mathrm {d} c_{\mathrm {C} }}{3\mathrm {d} t}}={\frac {\mathrm {d} c_{\mathrm {D} }}{\mathrm {d} t}}\ .}
A kifejezésekből az látható, hogy a reakcióegyenlet ismeretében elegendő egyetlen komponens anyagmennyiség-változásának vagy a koncentrációváltozásának a sebességét ismerni, a többi anyag átalakulásának a sebessége a sztöchiometriai viszonyok alapján már kiszámítható.

## Molekularitás és rendűség
Reakciókinetikai szempontból azok a legegyszerűbb reakciók, amelyek lejátszódásához két molekula ütközése szükséges. Ezek a bimolekuláris reakciók. Ilyen reakció például a HI képződése homogén gáztérben.
A HI keletkezéséhez az szükséges, hogy a hőmozgás következtében egy-egy H2 és I2 molekula összeütközzék. Nem minden ütközés vezet új molekula képződéséhez. Az ütközéseknek csak egy kis része hatékony, de a sikeres ütközések száma arányos az összes ütközés számával. Egy adott hőmérsékleten annál gyakoribbak a molekulák ütközései, minél több molekula van a gázelegy egységnyi térfogatában, vagyis minél nagyobb a koncentráció, ill. a nyomás.
A HI képződés sebessége tehát
{\displaystyle v={\frac {\mathrm {d[HI]} }{\mathrm {d} t}}=k\mathrm {[H_{2}][I_{2}]} \ ,}
ahol a szögletes zárójelek a megfelelő komponensek koncentrációját jelentik,
k pedig a reakciósebességi együttható.
A gyakorlati tapasztalat azt mutatja, hogy a bimolekuláris reakciók sebessége az egymásra ható, kiindulási anyagok koncentrációjával arányos:
{\displaystyle v=-{\frac {\mathrm {d} c}{\mathrm {d} t}}=k_{2}c_{\mathrm {A} }c_{\mathrm {B} }\ ,}
vagy ha a két anyag koncentrációja megegyezik:
{\displaystyle v=-{\frac {\mathrm {d} c}{\mathrm {d} t}}=k_{2}c^{2}\ .}
Azokat a reakciókat, amelyeknek a sebessége két anyag koncentrációjával, vagy egy koncentráció négyzetével arányos, kinetikusan másodrendű reakciónak nevezzük. Az r. rendű reakció sebességi egyenlete a legegyszerűbb esetet feltételezve a
{\displaystyle v=-{\frac {\mathrm {d} c}{\mathrm {d} t}}=k_{\mathrm {r} }c^{\mathrm {r} }\ }
kifejezéssel adható meg.
Általánosságban a reakciók kinetikus rendjén a sebességi egyenletben szereplő koncentrációk hatványkitevőinek az összegét értjük. Egyszerű reakciók esetén ez egész szám. Ha egy reakció rendűsége nem egész szám, akkor az összetett – sorozatos vagy párhuzamos – reakcióra utal.
A monomolekuláris, kinetikusan elsőrendű reakcióknál a molekulák belső instabilitásuk miatt bomlanak el. Tipikusan elsőrendű folyamat a molekulák termikus disszociációja vagy a radioaktív atomok bomlása.

## A sebességi egyenletek megoldása
A különböző rendű reakciók sebességére felírt differenciálegyenleteket az alábbi peremfeltételekkel oldjuk meg. A reakció kezdeti időpontjában (t0)
a kiindulási anyag (A) koncentrációja cAo = konstans, a terméké (cB) pedig nulla, vagyis:
t0   →    cA = cAo = konstans
t0     →   cBo = 0
t    →    cA = cA

### Nulladrendű reakció
A nulladrendű reakció sebességét a
{\displaystyle v=-{\frac {\mathrm {d} c_{A}}{\mathrm {d} t}}=k_{0}}

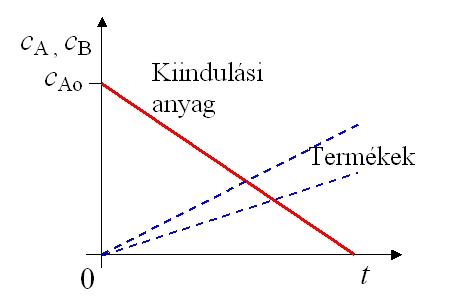
A nulladrendű reakcióban a komponensek koncentrációja lineárisan változik az idő függvényében (piros: kiindulási anyag, kék: termék)

differenciálegyenlet adja meg. Szétválasztva a változókat és integrálva:
{\displaystyle \int _{c_{\mathrm {Ao} }}^{c_{\mathrm {A} }}\mathrm {d} c_{\mathrm {A} }=-\int _{t_{\mathrm {0} }}^{t}k_{0}\mathrm {d} t\ ,}
{\displaystyle c_{\mathrm {A} }-c_{\mathrm {Ao} }=-k_{0}(t-t_{0})\ .}
A kiindulási anyag koncentrációja az idő függvényében a
{\displaystyle c_{\mathrm {A} }=c_{\mathrm {Ao} }-k_{0}t\ }
függvény szerint lineárisan csökken, a termék koncentrációja pedig az
{\displaystyle c_{\mathrm {B} }=c_{\mathrm {Ao} }-c_{A}=k_{0}t\ }
egyenlet szerint nő.
A kifejezésben
k0 a nulladrendű reakció reakciósebességi állandója, mértékegysége: mol/dm³·s.

### Elsőrendű reakció
Az elsőrendű reakció sebességét a
{\displaystyle v=-{\frac {\mathrm {d} c_{A}}{\mathrm {d} t}}=k_{1}c_{\mathrm {A} }}

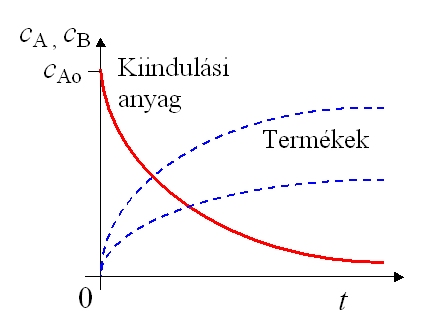
Az elsőrendű reakcióban a komponensek koncentrációja exponenciálisan változik az idő függvényében (piros: kiindulási anyag, kék: termék)

differenciálegyenlet adja meg. Szétválasztva a változókat és integrálva:
{\displaystyle \int _{c_{\mathrm {Ao} }}^{c_{\mathrm {A} }}{\frac {\mathrm {d} c_{\mathrm {A} }}{c_{\mathrm {A} }}}=-\int _{t_{\mathrm {0} }}^{t}k_{1}\mathrm {d} t\ ,}
{\displaystyle \mathrm {ln} {\frac {c_{\mathrm {A} }}{c_{\mathrm {Ao} }}}=-k_{1}t\ .}
A kiindási anyag koncentrációja a
{\displaystyle c_{\mathrm {A} }=c_{\mathrm {Ao} }e^{-k_{1}t}\ }
exponenciális függvény szerint csökken az idő függvényében, a terméké pedig hasonló exponenciális függvény szerint nő:
{\displaystyle c_{\mathrm {B} }=c_{\mathrm {Ao} }(1-\mathrm {e} ^{-k_{1}t})\ .}
A kifejezésben
k1 az elsőrendű reakció reakciósebességi állandója, mértékegysége: 1/s.

### Másodrendű reakció

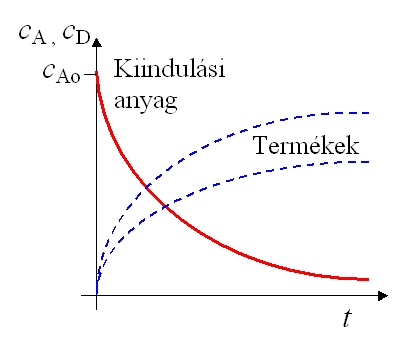
A másodrendű reakcióban a komponensek koncentrációja hiperbola függvény szerint változik az idő függvényében (piros: kiindulási anyag, kék: termék)

A másodrendű reakció sebességét – feltételezve, hogy cA = cB-vel – a
{\displaystyle v=-{\frac {\mathrm {d} c_{A}}{\mathrm {d} t}}=k_{2}c_{\mathrm {A} }^{2}}
differenciálegyenlet adja meg. Szétválasztva a változókat és integrálva:
{\displaystyle \int _{c_{\mathrm {Ao} }}^{c_{\mathrm {A} }}{\frac {\mathrm {d} c_{\mathrm {A} }}{c_{\mathrm {A} }^{2}}}=-\int _{t_{\mathrm {0} }}^{t}k_{2}\mathrm {d} t\ ,}
{\displaystyle {\frac {1}{c_{\mathrm {Ao} }}}-{\frac {1}{c_{\mathrm {A} }}}=-k_{2}t\ .}
A kiindási anyag koncentrációja a
{\displaystyle c_{\mathrm {A} }={\frac {c_{\mathrm {Ao} }}{1+c_{\mathrm {Ao} }k_{2}t}}}
hiperbola függvény szerint csökken az idő függvényében, a terméké pedig szintén hiperbola függvény szerint nő.
A kifejezésben
k2 a másodrendű reakció reakciósebességi állandója, mértékegysége: dm³/mol·s.

### r-edrendű reakció

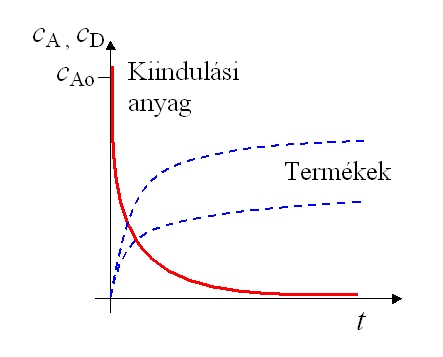
Az r-edrendű reakcióban a komponensek koncentrációja (r-1)-edfokú hiperbola függvény szerint változik az idő függvényében (piros: kiindulási anyag, kék: termék)

Ha r-rel jelöljük általánosan a reakció rendjét, akkor az r-edrendű reakció sebességét a
{\displaystyle v=-{\frac {\mathrm {d} c_{A}}{\mathrm {d} t}}=k_{\mathrm {r} }c_{\mathrm {A} }^{\mathrm {r} }}
differenciálegyenlet adja meg. Szétválasztva a változókat és integrálva (r ≠ 1) esetén:
{\displaystyle \int _{c_{\mathrm {Ao} }}^{c_{\mathrm {A} }}{\frac {\mathrm {d} c_{\mathrm {A} }}{c_{\mathrm {A} }^{\mathrm {r} }}}=-\int _{t_{\mathrm {0} }}^{t}k_{\mathrm {r} }\mathrm {d} t\ ,}
{\displaystyle {\frac {1}{{c_{\mathrm {Ao} }}^{\mathrm {r-1} }}}-{\frac {1}{{c_{\mathrm {A} }}^{\mathrm {r-1} }}}=-k_{\mathrm {r} }\mathrm {(r-1)} t\ .}
A kiindulási anyag koncentrációja (r-1)-edfokú hiperbola függvény szerint csökken az idő függvényében, a terméké pedig hasonló hiperbola függvény szerint nő.
A kifejezésben kr az r-edrendű reakció reakciósebességi állandója, mértékegysége: (dm³/mol)(r-1)/s.